# Finale Grand Prix ISU di pattinaggio di figura 2015-2016
La finale Grand Prix ISU di pattinaggio di figura 2015-2016 è una competizione di pattinaggio di figura che si svolge durante la stagione 2015-2016 insieme alla finale junior.
Questo evento è il culmine di due competizioni internazionali: il Grand Prix ISU di pattinaggio di figura e lo Junior Grand Prix ISU di pattinaggio di figura.

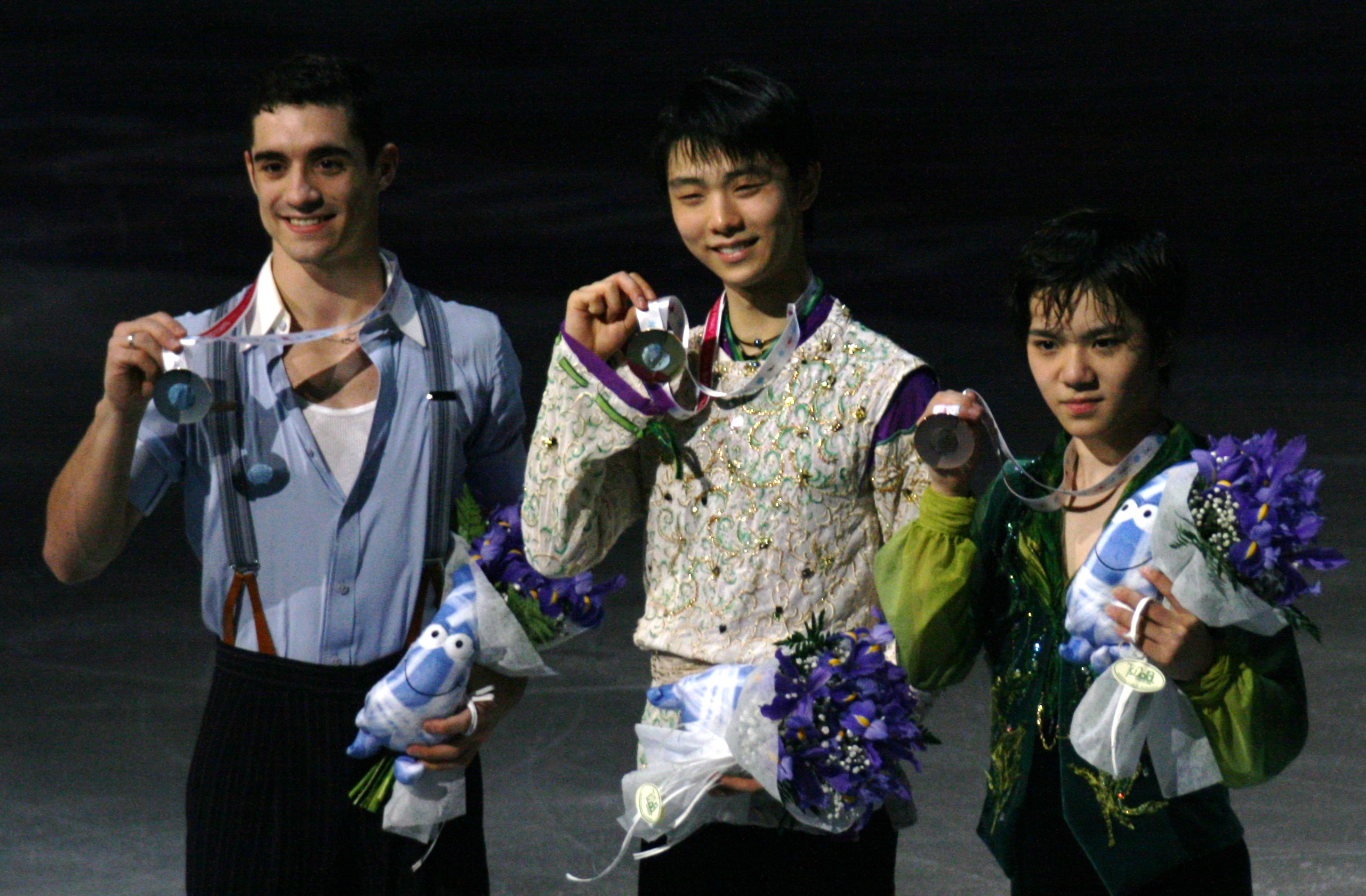
Podio del singolo maschile. Yuzuru Hanyū (al centro), Javier Fernandez (a sinistra), Shoma Uno (a destra).

Si svolge a Barcellona, in Spagna, dal 10 al 13 dicembre 2015. 
Le medaglie sono assegnate in quattro discipline: singolo maschile, singolo femminile, coppie e danza su ghiaccio.

## Risultati Senior

### Singolo maschile

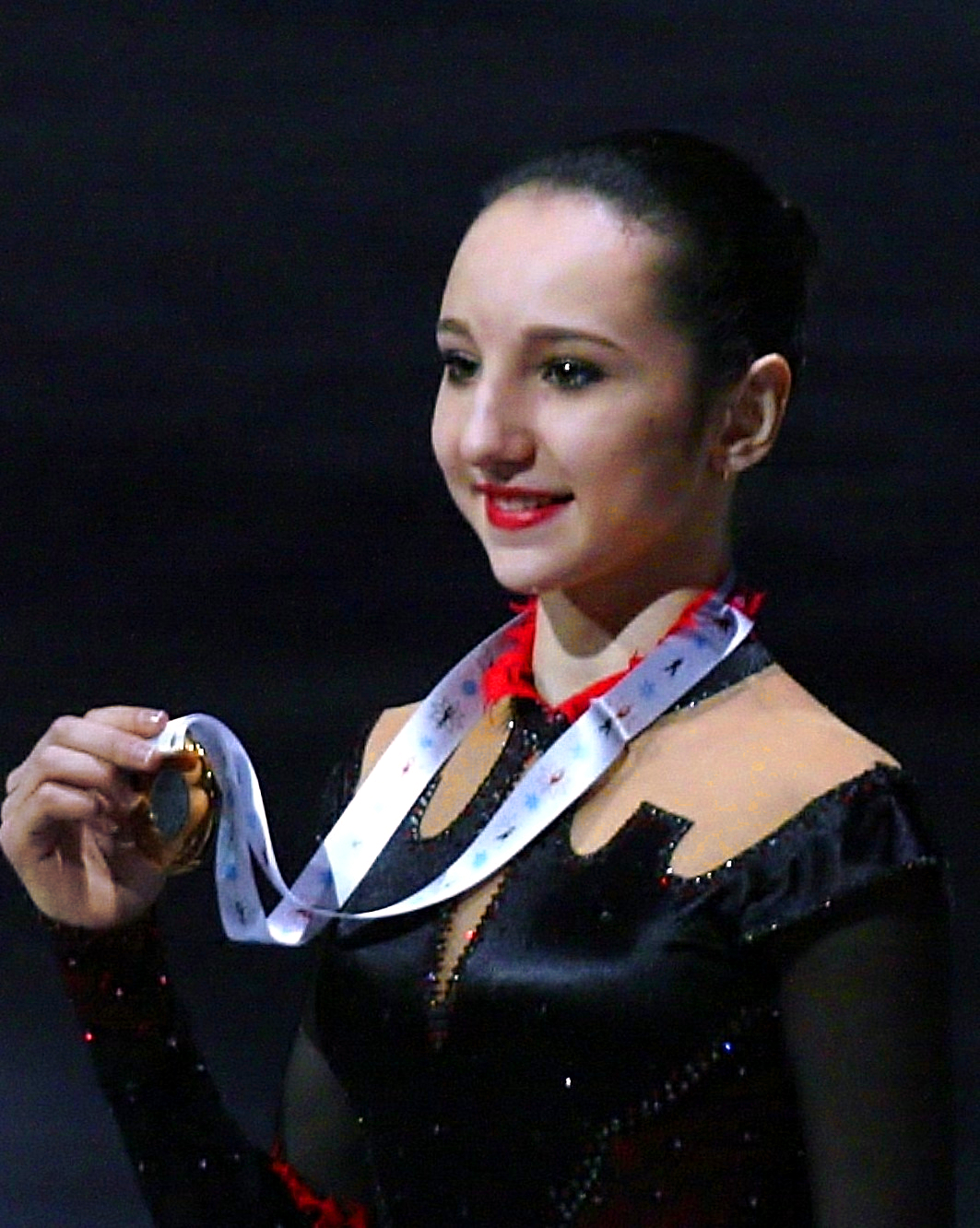
Polina Curskaja con la medaglia della finale del Grand Prix junior.

| Posizione | Nome             | Nazionalità | Punteggio totale | Programma corto | Programma corto | Programma libero | Programma libero |
| --------- | ---------------- | ----------- | ---------------- | --------------- | --------------- | ---------------- | ---------------- |
| 1         | Yuzuru Hanyū     | Giappone    | 330,43           | 1               | 110,95          | 1                | 219,48           |
| 2         | Javier Fernández | Spagna      | 292,95           | 2               | 91,52           | 2                | 201,43           |
| 3         | Shōma Uno        | Giappone    | 276,79           | 4               | 86,47           | 4                | 190,32           |
| 4         | Patrick Chan     | Canada      | 263,45           | 6               | 70,61           | 3                | 192,84           |
| 5         | Jin Boyang       | Cina        | 263,45           | 3               | 86,95           | 5                | 176,50           |
| 6         | Daisuke Murakami | Giappone    | 235,49           | 5               | 83,47           | 6                | 152,02           |

### Singolo femminile
| Posizione | Nome               | Nazionalità | Punteggio totale | Programma corto | Programma corto | Programma libero | Programma libero |
| --------- | ------------------ | ----------- | ---------------- | --------------- | --------------- | ---------------- | ---------------- |
| 1         | Evgenija Medvedeva | Russia      | 222,54           | 1               | 74,58           | 1                | 147,96           |
| 2         | Satoko Miyahara    | Giappone    | 208,85           | 4               | 68,76           | 2                | 140,09           |
| 3         | Elena Radionova    | Russia      | 201,13           | 2               | 69,43           | 4                | 131,70           |
| 4         | Ashley Wagner      | Stati Uniti | 199,81           | 6               | 60,04           | 3                | 139,77           |
| 5         | Gracie Gold        | Stati Uniti | 194,79           | 5               | 66,52           | 5                | 128,27           |
| 6         | Mao Asada          | Giappone    | 194,32           | 3               | 69,13           | 6                | 125,19           |

### Coppie
| Posizione | Nome                               | Nazionalità | Punteggio totale | Programma corto | Programma corto | Programma libero | Programma libero |
| --------- | ---------------------------------- | ----------- | ---------------- | --------------- | --------------- | ---------------- | ---------------- |
| 1         | Ksenija Stolbova / Fëdor Klimov    | Russia      | 229,44           | 1               | 74,84           | 1                | 154,60           |
| 2         | Meagan Duhamel / Eric Radford      | Canada      | 216,67           | 3               | 72,74           | 2                | 143,93           |
| 3         | Juko Kavaguti / Aleksandr Smirnov  | Russia      | 206,59           | 2               | 73,64           | 3                | 132,95           |
| 4         | Julianne Séguin / Charlie Bilodeau | Canada      | 200,98           | 4               | 71,16           | 4                | 129,82           |
| 5         | Yu Xiaoyu / Jin Yang               | Cina        | 186,67           | 5               | 68,63           | 5                | 118,24           |
| 6         | Peng Cheng / Zhang Hao             | Cina        | 183,04           | 7               | 65,60           | 6                | 117,44           |
| 7         | Alexa Scimeca / Chris Knierim      | Stati Uniti | 177,42           | 6               | 68,14           | 7                | 109,28           |

### Danza su ghiaccio
| Posizione | Nome                                 | Nazionalità | Punteggio totale | Programma corto | Programma corto | Programma libero | Programma libero |
| --------- | ------------------------------------ | ----------- | ---------------- | --------------- | --------------- | ---------------- | ---------------- |
| 1         | Kaitlyn Weaver / Andrew Poje         | Canada      | 182,66           | 1               | 72,75           | 1                | 109,91           |
| 2         | Madison Chock / Evan Bates           | Stati Uniti | 177,55           | 2               | 71,64           | 3                | 105,91           |
| 3         | Anna Cappellini / Luca Lanotte       | Italia      | 176,37           | 3               | 70,14           | 2                | 106,23           |
| 4         | Maia Shibutani / Alex Shibutani      | Stati Uniti | 174,92           | 4               | 69,11           | 4                | 105,81           |
| 5         | Ekaterina Bobrova / Dmitrij Solov'ëv | Russia      | 166,73           | 6               | 65,43           | 5                | 101,30           |
| 6         | Madison Hubbell / Zachary Donohue    | Stati Uniti | 163,20           | 5               | 66,21           | 6                | 96,99            |

## Risultati Junior

### Singolo maschile
| Posizione | Nome           | Nazionalità | Punteggio totale | Programma corto | Programma corto | Programma libero | Programma libero |
| --------- | -------------- | ----------- | ---------------- | --------------- | --------------- | ---------------- | ---------------- |
| 1         | Nathan Chen    | Stati Uniti | 225.04           | 1               | 78.59           | 1                | 146.45           |
| 2         | Dmitrij Aliev  | Russia      | 211.22           | 2               | 76.78           | 2                | 134.44           |
| 3         | Sōta Yamamoto  | Giappone    | 205.31           | 3               | 72.85           | 4                | 132.46           |
| 4         | Vincent Zhou   | Stati Uniti | 204.56           | 4               | 70.48           | 3                | 134.08           |
| 5         | Daniel Samohin | Israele     | 184.68           | 5               | 69.48           | 5                | 115.20           |
| 6         | Roman Sadovsky | Canada      | 168.40           | 6               | 59.37           | 6                | 109.03           |

### Singolo femminile
| Posizione | Nome            | Nazionalità | Punteggio totale | Programma corto | Programma corto | Programma libero | Programma libero |
| --------- | --------------- | ----------- | ---------------- | --------------- | --------------- | ---------------- | ---------------- |
| 1         | Polina Curskaja | Russia      | 195.28           | 1               | 66.69           | 1                | 128.59           |
| 2         | Marija Sotskova | Russia      | 184.01           | 4               | 62.64           | 2                | 121.37           |
| 3         | Marin Honda     | Giappone    | 178.64           | 3               | 63.69           | 3                | 114.95           |
| 4         | Alisa Fedičkina | Russia      | 178.11           | 2               | 64.17           | 4                | 113.94           |
| 5         | Yuna Shiraiwa   | Giappone    | 173.82           | 5               | 60.68           | 5                | 113.14           |
| 6         | Mai Mihara      | Giappone    | 166.25           | 6               | 56.01           | 6                | 110.24           |

### Coppie[1]
| Posizione | Nome                                    | Nazionalità | Punteggio totale | Programma corto | Programma corto | Programma libero | Programma libero |
| --------- | --------------------------------------- | ----------- | ---------------- | --------------- | --------------- | ---------------- | ---------------- |
| 1         | Ekaterina Borisova / Dmitrij Sopot      | Russia      | 171.86           | 1               | 60.29           | 1                | 111.57           |
| 2         | Anna Duskova / Martin Bidar             | Rep. Ceca   | 162.33           | 3               | 58.58           | 2                | 106.55           |
| 3         | Amina Athakanova / Il'ja Spiridonov     | Russia      | 162.00           | 2               | 55.78           | 3                | 103.42           |
| 4         | Anastasija Gubanova / Aleksej Sincov    | Russia      | 157.09           | 4               | 54.88           | 4                | 102.21           |
| 5         | Renata Oganesian / Mark Bardej          | Ucraina     | 149.87           | 5               | 52.54           | 5                | 99.38            |
| 6         | Anastasija Polujanova / Stepan Korotkov | Russia      | 145.27           | 6               | 45.89           | 6                | 97.33            |

### Danza su ghiaccio[2]
| Posizione | Nome                                 | Nazionalità | Punteggio totale | Programma corto | Programma corto | Programma libero | Programma libero |
| --------- | ------------------------------------ | ----------- | ---------------- | --------------- | --------------- | ---------------- | ---------------- |
| 1         | Lorraine McNamara / Quinn Carpenter  | Stati Uniti | 158.26           | 1               | 65.90           | 1                | 92.36            |
| 2         | Alla Loboda / Pavel Drozd            | Russia      | 150.86           | 3               | 64.91           | 2                | 86.85            |
| 3         | Rachel Parsons / Michael Parsons     | Stati Uniti | 144.41           | 2               | 64.01           | 5                | 83.47            |
| 4         | Betina Popova / Jurij Vlasenko       | Russia      | 143.96           | 4               | 61.85           | 4                | 82.11            |
| 5         | Marie-Jade Lauriault - Romain Le Gac | Francia     | 141.44           | 5               | 57.97           | 3                | 79.50            |
| 6         | Anastasia Skoptkova / Kirill Alëšin  | Russia      | 134.61           | 6               | 56.51           | 6                | 78.10            |

## Medagliere per nazione

### Totale
| Posiz. | Nazione     | Oro | Argento | Bronzo | Totale |
| ------ | ----------- | --- | ------- | ------ | ------ |
| 1      | Russia      | 4   | 3       | 3      | 10     |
| 2      | Stati Uniti | 2   | 1       | 1      | 4      |
| 3      | Giappone    | 1   | 1       | 3      | 5      |
| 4      | Canada      | 1   | 1       | 0      | 2      |
| 5      | Rep. Ceca   | 0   | 1       | 0      | 1      |
| 5      | Spagna      | 0   | 1       | 0      | 1      |
| 6      | Italia      | 0   | 0       | 1      | 1      |
| Total  | Total       | 8   | 8       | 8      | 24     |

### Senior

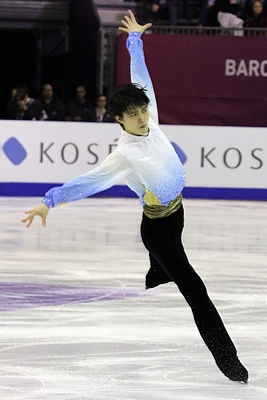
Yuzuru Hanyu durante il programma corto della finale del Grand Prix 2015-16.

| Posiz. | Nazione     | Oro | Argento | Bronzo | Totale |
| ------ | ----------- | --- | ------- | ------ | ------ |
| 1      | Russia      | 2   | 0       | 2      | 4      |
| 2      | Giappone    | 1   | 1       | 1      | 3      |
| 3      | Canada      | 1   | 1       | 0      | 2      |
| 4      | Spagna      | 0   | 1       | 0      | 1      |
| 4      | Stati Uniti | 0   | 1       | 0      | 1      |
| 5      | Italia      | 0   | 0       | 1      | 1      |
| Total  | Total       | 4   | 4       | 4      | 12     |

### Junior
| Posiz. | Nazione     | Oro | Argento | Bronzo | Totale |
| ------ | ----------- | --- | ------- | ------ | ------ |
| 1      | Russia      | 2   | 3       | 1      | 6      |
| 2      | Stati Uniti | 2   | 0       | 1      | 3      |
| 3      | Giappone    | 0   | 0       | 2      | 2      |
| 4      | Rep. Ceca   | 0   | 1       | 0      | 1      |
| Total  | Total       | 4   | 4       | 4      | 12     |

## Record
Durante la competizione sono stati registrati alcuni punteggi da record. Il 10 dicembre 2015 il pattinatore giapponese Yuzuru Hanyū ha ottenuto 110.95 nel programma corto. Il 12 dicembre 2015 ha incrementato anche il miglior punteggio nel programma libero, con 219.48, e nel totale, con 330.43. In categoria junior la pattinatrice russa Polina Curskaja ha migliorato il record juniores per il programma libero e per il totale, rispettivamente con 128.59 e 195.28 punti.